# جمعیت‌شناسی اصفهان
جمعیت شهر اصفهان بر پایه نتایج سرشماری عمومی نفوس و مسکن در سال ۱۳۹۵ برابر با ۲٬۱۷۴٬۱۷۲ نفر بوده‌است، که برآورد می‌شود که در سال ۱۴۰۱ برابر با ۲/۸۳۰/۰۰ رسیده باشد. در سال ۱۳۹۵ مناطق ۱۵ گانه اصفهان ۳/۱۹۰/۰۰۰جمعیت داشته و برآورد می‌شود که در سال۱۴۰۱ جمعیت مناطق ۱۵ گانه ۳/۹۴۹/۰۰۰نفر داشته باشد. بر پایه سرشماری عمومی سال ۱۳۷۵ بیش از ۹۰٫۵٪ از جمعیت نقاط شهری شهرستان اصفهان متعلق به شهر اصفهان بوده‌است. این جمعیت حدود ۳۲٫۲٪ جمعیت کل استان و ۴۳٫۴٪ جمعیت شهرنشین آن بوده‌است.

## تغییرات جمعیتی
بر پایه نخستین سرشماری انجام‌شده بین سال‌های ۱۳۱۷ و ۱۳۱۹ شهر اصفهان جمعیتی برابر با ۲۰۵٬۰۰۰ نفر داشته و سومین شهر پرجمعیت ایران بوده‌است. مقایسه این آمار با آمار سال ۱۳۷۵ نشان می‌دهد که جمعیت شهر در طول ۵۶ سال ۶ برابر شده‌است.
| دوره                     | سال شمسی | تعداد جمعیت به نفر | مأخذ                             |
| ابتدای حکومت مغول        | ۶۰۲      | ۱۰۰/۰۰۰            | معجم البلدان یاقوت حموی          |
| صفویه (شاه عباس)         | ۹۸۸      | ۶۰۰/۰۰۰            | سفرنامه شاردن                    |
| فتحعلی شاه قاجار         | ۱۱۹۵     | ۲۵۰/۰۰۰            | الاصفهان، محمد مهدی ارباب        |
| ناصرالدین شاه قاجار      | ۱۲۵۰     | ۵۰۰/۰۰۰            | الاصفهان، محمد مهدی ارباب        |
| مظفر الدین شاه قاجار     | ۱۲۵۶     | ۸۶۰/۶۴۰            | الاصفهان، میر سید علی جناب       |
| دوره حکومت پهلوی         | ۱۲۸۰     | ۷۰۰/۰۰۰            | سفرنامه هانری رنه آلمانی         |
| دوره حکومت پهلوی         | ۱۳۰۲     | ۸۵۰/۸۹             | الاصفهان، میر سید علی جناب       |
| دوره حکومت پهلوی         | ۱۳۱۹     | ۵۹۸/۲۴۰            | اداره کل آمار ایران              |
| دوره حکومت پهلوی         | ۱۳۲۲     | ۲۵۰/۰۰۰            | تاریخ اصفهان شیخ جابر انصاری     |
| دوره حکومت پهلوی         | ۱۳۳۵     | ۸۷۶/۲۵۴            | مرکز آمار ایران                  |
| دوره حکومت پهلوی         | ۱۳۴۵     | ۴۵۰/۴۲۴            | مرکز آمار ایران                  |
| دوره حکومت جمهوری اسلامی | ۱۳۵۵     | ۵۱۰/۶۷۱            | مرکز آمار ایران                  |
| دوره حکومت جمهوری اسلامی | ۱۳۶۵     | ۷۵۳/۹۸۶            | مرکز آمار ایران                  |
| دوره حکومت جمهوری اسلامی | ۱۳۶۸     | ۸۵۰/۱۱۹/۱          | مرکز آمار ایران                  |
| دوره حکومت جمهوری اسلامی | ۱۳۷۰     | ۱/۴۶۴/۰۰۰          | مرکز آمار ایران                  |
| دوره حکومت جمهوری اسلامی | ۱۳۷۵     | ۱/۶۵۹/۳۱۰          | مرکز آمار ایران                  |
| دوره حکومت جمهوری اسلامی | ۱۳۸۵     | ۱/۸۳۸/۶۲۴          | طبق سرشماری نفوس و مسکن سال ۱۳۸۵ |
| دوره حکومت جمهوری اسلامی | ۱۳۹۰     | ۲/۱۶۷/۷۹۶          | طبق سرشماری نفوس و مسکن ۱۳۹۰     |
| دوره حکومت جمهوری اسلامی | ۱۳۹۵     | ۲/۵۸۰/۰۰۰          | طبق سر شماری نفوس و مسکن ۱۳۹۵    |
| دوره حکومت جمهوری اسلامی | ۱۴۰۱     | ۲/۸۳۰/۸۰۰          | برآورد رشد ۲٪سال ۱۴۰۱            |

| سال  | جمعیت شهر | نسبت به جمعیت کل استان |
| ---- | --------- | ---------------------- |
| ۱۳۱۹ | ۲۰۴٬۵۹۷   | ناموجود                |
| ۱۳۳۵ | ۲۵۴٬۷۰۸   | ۱۶٫۸۲                  |
| ۱۳۴۵ | ۴۲۴٬۰۴۵   | ۲۸٫۸۹                  |
| ۱۳۵۵ | ۶۶۱٬۵۱۰   | ۳۳٫۵۸                  |
| ۱۳۶۵ | ۹۸۶٬۷۵۳   | ۲۹٫۹۵                  |
| ۱۳۷۵ | ۱٬۲۶۶٬۰۷۲ | ۳۲٫۲۷                  |
| ۱۳۸۵ | ۱٬۵۸۳٬۶۰۹ | ۳۶٫۰۰                  |
| ۱۳۹۰ | ۱٬۷۵۶٬۱۲۶ | ۳۵٫۹۹                  |
| ۱۳۹۵ | ۱٬۹۶۱٬۲۶۰ | ۳۸٫۳۰                  |

## ترکیب قومی شهر
در اصفهان، ارمنی‌ها و دیگر شاخه‌های مسیحی، زرتشتیان، ورشوییان، بهاییان، بودایی، ربانیان (هندوهای تاجرپیشه) و یهودیان زندگی می‌کردند. اصفهان در جایگاه یک پایتخت و با شکوفایی سیاسی، اقتصادی و فرهنگی که در روند تاریخی خود داشت، همواره کانونِ نگرشِ اقلیت‌ها بود. امروزه یهودیان اصفهان از قدیمی‌ترین اهالی این شهر می‌باشند که در گذشته در محله جویباره ساکن بوده‌اند ولی اکنون بیشترشان به خارج کشور مهاجرت کرده‌اند. اندک یهودیانِ باقی‌مانده هم بیشتر در خیابان فردوسی، آمادگاه و سید علیخان ساکن هستند. نژاد اکثر مردم اصفهان، اصفهانی است. در سال‌های اخیر به دلیل کمبود کار و امکانات در استان‌های مجاور مهاجرت‌های زیادی به امید پیدا کردن یک زندگی بهتر به اصفهان شده‌است، که اکثراً از استان‌های چهارمحال و استان خوزستان بوده‌است.
بر اساس یک بررسی میدانی و جامعه آماری از میان ساکنان ۲۸۸ شهر و حدود ۱۴۰۰ روستای سراسر کشور، ترکیب قومی شهر اصفهان به قرار زیر است:
| اقوام کلانشهر اصفهان | اقوام کلانشهر اصفهان | اقوام کلانشهر اصفهان | اقوام کلانشهر اصفهان | اقوام کلانشهر اصفهان |
| -------------------- | -------------------- | -------------------- | -------------------- | -------------------- |
| قومیت                | قومیت                |                      | درصد                 | درصد                 |
| اصفهانی ها           | اصفهانی ها           |                      | ۷۵٫۳٪                | ۷۵٫۳٪                |
| لر (بختیاری)         | لر (بختیاری)         |                      | ۳۰٪                  | ۳۰٪                  |
| آذری                 | آذری                 |                      | ۲٫۲٪                 | ۲٫۲٪                 |
| کرد                  | کرد                  |                      | ۰٫۸٪                 | ۰٫۸٪                 |
| سایر                 | سایر                 |                      | ۲٫۷٪                 | ۲٫۷٪                 |

## آمار برطبق تقسیم مناطق
| منطقه  | وسعت | ساکنان    | تراکم  |
| ------ | ---- | --------- | ------ |
| 1      | 8    | ۱۷۶٬۰۰۰   | ۲۲٬۰۰۰ |
| 2      | 27   | ۶۷٬۳۲۵    | ۲٬۴۹۴  |
| 3      | 11   | ۱۱۸٬۰۰۰   | ۱۰٬۷۲۷ |
| 4      | 28   | ۱۱۰٬۵۸۷   | ۳٬۹۵۰  |
| 5      | 41   | ۲۷۰٬۰۰۰   | ۶٬۵۸۵  |
| 6      | 11   | ۱۱۷٬۵۸۹   | ۱۰٬۷۹۰ |
| 7      | 46   | ۱۸۹٬۲۵۹   | ۴٬۱۱۴  |
| 8      | 85   | ۲۸۵٬۰۰۰   | ۳٬۳۵۳  |
| 9      | 23   | ۶۴٬۱۴۱    | ۲٬۷۸۹  |
| 10     | 23   | ۲۱۰٬۰۰۰   | ۹٬۱۳۰  |
| 11     | 11   | ۵۵٬۰۰۰    | ۵٬۰۰۰  |
| جمع کل | 279  | ۱٬۶۵۷٬۹۰۱ | ۵٬۹۴۲  |